# 情報ライブ EZ!TV
『EZ!TV』（イージー・ティーヴィー）は、フジテレビ系列で2001年4月1日から2005年9月18日まで、毎週日曜22:00 - 23:15（JST）に生放送された情報番組。フジテレビと関西テレビの共同制作。デジタルハイビジョン（デジタル放送のみ）・ステレオ放送。2004年10月以降は『情報ライブ EZ!TV』（じょうほうらいぶ イージー・ティーヴィー）として放送した。

## 概要
関西テレビの製作枠とスポンサー枠の関係で、『SMAP×SMAP』と同様、関西テレビと共同制作の形をとっていた。
｢世の中の政治、経済、事件、エンタテイメント、社会現象などのニュースを独自の視点で、わかりやすく（EZ!【EASY】に）リアルタイムで｣をモットーに、日曜夜という週末最後の落ち着いた時間に情報を発信する番組であった。
2001年4月1日に、『EZ!TV』として放送開始。主な番組内容および出演者は、前番組の『スーパーナイト』の流れを汲む。基本的な放送時間は、開始当初、『スーパーナイト』60分、『ニュースJAPAN WEEKEND』15分、『プロ野球ニュース』60分の3枠を統合したため、135分と非常に長かった。「FNN EZ!TV NEWS」（23:30ごろ - 23:40ごろ）と、『感動ファクトリー すぽると!』の日曜版として「EZ!すぽると!」（23:40ごろ - 翌0:10ごろ）を放送。F1・格闘技・欧州サッカーの放送が優先されたため放送時間の変更や放送休止が多かった。
2003年4月の番組改編で放送時間23:45までとなり、60分短縮。23:45 - 23:55に『FNNニュース』、23:55 - 翌0:15に『すぽると!』（『PERFECT SPORT』に内包）が放送されることとなった。
2004年3月に埼玉県秩父市立影森中学校の教員によって作られた合唱曲（卒業ソング）「旅立ちの日に」を番組内で取り上げ、大きな反響を呼んだ。その後、視聴者からの「もう一度見たい」などのリクエストによりDVDブック化されている。
2004年10月3日からは『新堂本兄弟』と放送枠を入れ替えた。またこれを機に番組の表題を変更、『情報ライブ』の冠を付けた。リニューアルに伴い、オープニングの番組ヘッドライン内に流れるCGはCG専門学校デジタルハリウッドに在籍をしている学生たちと共同で製作された。
放送開始当初から、番組の前半部筆頭は関西テレビ製作枠から14年以上スポンサーであるKINCHOがあったが、途中でスポンサーを降りている（後継はトヨタ自動車）。以降、関西テレビは時間帯問わずKINCHOをスポット枠でテレビCMを流すようにしている。
2005年9月18日をもって放送終了。なお小島はその前月に第1子の妊娠を公表している。10月2日からは後番組として『週刊人物ライブ スタ☆メン』がスタート。

## 出演者
総合司会
- 森本毅郎（ニュースキャスター、元NHKアナウンサー）
- 小島奈津子（番組開始当時フジテレビアナウンサー→2002年4月よりフリーアナウンサー）[注 4]

コメンテーター
- 伊藤洋一（住信基礎研究所主席研究員・エコノミスト）※『スーパーナイト』から引き続き出演。
  - ｢情報ライブ EZ!TV｣になってからは伊藤以外のコメンテーターが出演することもあった。

リポーター
- 2004年10月 - 2005年9月：田中大貴（当時フジテレビアナウンサー、『情報ライブ EZ!TV』以降のリポーター）

「FNN EZ!TV NEWS」キャスター
- 2001年4月 - 2002年3月：福井謙二（当時フジテレビアナウンサー）[注 5]
- 2002年4月 - 2003年3月：境鶴丸（当時フジテレビアナウンサー）[注 6]

「EZ!すぽると!」キャスター
- 佐野瑞樹（フジテレビアナウンサー）
- 谷沢健一（23:50までに短縮する場合は出演しなかった）

EZ!マガジン
- 2001年4月 - 2001年9月：福井謙二、春日由実（共に当時フジテレビアナウンサー）

特別捜査班ちのしお
- 2001年4月 - 2001年9月：千野志麻（当時フジテレビアナウンサー）

ナレーター
- 森功至
- 生野文治
- あおい洋一郎
- 柳沢三千代
- 神谷浩史

## 放送時間の変遷
| 期間      | 期間      | 放送時間 （日本時間） | 放送分数  | 備考                                         |
| --------- | --------- | --------------------- | --------- | -------------------------------------------- |
| 2001.4.1  | 2003.3.30 | 22:30 - 翌0:45        | 2時間15分 | FNN EZ!TV NEWSを内包                         |
| 2003.4.6  | 2004.9.26 | 22:30 - 23:45         | 1時間15分 | 「FNN EZ!TV NEWS」と「EZ!すぽると!」を分離。 |
| 2004.10.3 | 2005.9.25 | 22:00 - 23:15         | 1時間15分 | 「堂本兄弟」と放送枠を入れ替え。             |

### 短縮版（2003年3月まで）
- 22:30 - 23:50（80分）

｢すぽると!｣を短縮、コメンテーターの谷沢は出演せず。
- 月曜未明 0:00 - 0:45（45分、日曜深夜）

F1レースやK-1（格闘技）の中継のため月曜0:00開始となった場合、『EZ!TV』としては実質放送休止となり、『FNNニュース』（前半15分）と『すぽると!』（後半30分）のみ単独番組扱いで放送された。後者は、佐野と谷沢のみで月曜日 - 土曜日の『すぽると!』のスタジオから放送した。テレビ番組表上はこの場合であっても『EZ!TV』とクレジットされていたが、『FNNニュース』はタイトル差し替えなしで放送していた局があった。なお、このケースにおいてはフジテレビの単独制作となり、スポンサーも全編ローカルセールスとなる。

## コーナー
- EZ!マガジン
- EZ!リポート
- EZ!エンタテイメント
- 週末のニュース（『FNN EZ!TV NEWS』の代替、『情報ライブ EZ!TV』になってからのコーナー）

## テーマ曲
- pal@pop「Lovers Delight」（『EZ!TV』時代）
  - 放送では、キーを半音下げ、原曲にはないアウトロ（CM前のジングルにも使われていた）を付けたアレンジバージョンが使われた。この時、pal@pop名義で活動していた高野健一は、後の同番組枠において『スタ☆メン』『Mr.サンデー』のテーマ曲も手掛けている。
- 見岳章「Wonderful Breeze」（『情報ライブ EZ!TV』時代）
  - 番組最末期にはオープニングで流れるものは短縮バージョンになっていた。
- ナッシュスタジオのフリー音源 （FNN EZ!TV NEWS）
  - ネット局の一つであるテレビ静岡と富山テレビでは、『FNNテレビ静岡ニュース』『朝日フラッシュニュース』のオープニングとして採用された

。

## スタッフ
- 構成：鈴木桂、高橋修、米澤秀樹、石田章洋、金子正道、月本裕
- 技術：毛利敏彦
- カメラ：冨田武司
- 音声：小林清人
- VE：田中孝生
- 照明：FLT
- 音響効果：星川秀一、斉藤宏之
- 編集：テレモーションマックス、共同エディット
- 技術協力：共同テレビ、八峯テレビ、LEON
- 美術制作：片岡浩美（フジテレビ）
- 美術進行：鈴木真吾 → 服部孝志
- デザイン：深井誠之（フジテレビ）→棈木陽次（フジテレビ）
- タイトル：原野真理子
- タイトルデザイン：ケネックジャパン
- 電子タイトル：門多彩、二ノ倉香織、高沼菜美子【週替り】
- 制作協力：フォーティーズ（エフ・エフ）、プロポ、SJK
- TK：畑中まゆみ→長里優実
- 制作デスク：千田敦子
- 海外情報：秋山月世
- AD：木村敦、吉田尚弘、青木喬、佐藤洋一、橋本倫、瀧秀一、榎本哲也、玉井裕二
- ディレクター：東正紀（フォーティーズ）、小泉恵一（SJK）、矢部真吾、一ノ谷嘉行、佐塚弘一、藤木伸一郎、森下忠行、深野一樹、新井猛、内ヶ崎秀行、三嶋良典、大林潤、標あかね、中道政成、山口順平、出石賢一、杉崎朋子
- 情報チーフ：藤井進（フジテレビ）
- 企画チーフ：濱潤（フジテレビ）
- サブチーフ：土田秀明（フジテレビ）
- エンタメデスク：松本雄峰（フジテレビ）
- プロデューサー･演出：大野貢（フジテレビ）
- プロデューサー：矢野浩之（関西テレビ）
- 制作：フジテレビ、関西テレビ

## ネット局と放送時間
日本テレビ系列とクロスネット局であるテレビ大分とテレビ宮崎は日本テレビ系番組を同時ネットで放送しているため非ネット。ただし、台風など緊急情報を伝える際には裏送りで中継を入中することがある。
| 放送対象地域  | 放送局                    | 系列           | 放送日時           | 備考           |
| ------------- | ------------------------- | -------------- | ------------------ | -------------- |
| 関東広域圏    | フジテレビ（CX）          | フジテレビ系列 | 日曜 22:00 - 23:15 | 【共同制作局】 |
| 近畿広域圏    | 関西テレビ（KTV）         | フジテレビ系列 | 日曜 22:00 - 23:15 | 【共同制作局】 |
| 北海道        | 北海道文化放送（uhb）     | フジテレビ系列 | 日曜 22:00 - 23:15 |                |
| 岩手県        | 岩手めんこいテレビ（mit） | フジテレビ系列 | 日曜 22:00 - 23:15 |                |
| 宮城県        | 仙台放送（OX）            | フジテレビ系列 | 日曜 22:00 - 23:15 |                |
| 秋田県        | 秋田テレビ（AKT）         | フジテレビ系列 | 日曜 22:00 - 23:15 |                |
| 山形県        | さくらんぼテレビ（SAY）   | フジテレビ系列 | 日曜 22:00 - 23:15 |                |
| 福島県        | 福島テレビ（FTV）         | フジテレビ系列 | 日曜 22:00 - 23:15 |                |
| 新潟県        | NST新潟総合テレビ（NST）  | フジテレビ系列 | 日曜 22:00 - 23:15 |                |
| 長野県        | 長野放送（NBS）           | フジテレビ系列 | 日曜 22:00 - 23:15 |                |
| 静岡県        | テレビ静岡（SUT）         | フジテレビ系列 | 日曜 22:00 - 23:15 |                |
| 富山県        | 富山テレビ（BBT）         | フジテレビ系列 | 日曜 22:00 - 23:15 |                |
| 石川県        | 石川テレビ（ITC）         | フジテレビ系列 | 日曜 22:00 - 23:15 |                |
| 福井県        | 福井テレビ（FTB）         | フジテレビ系列 | 日曜 22:00 - 23:15 |                |
| 中京広域圏    | 東海テレビ（THK）         | フジテレビ系列 | 日曜 22:00 - 23:15 |                |
| 島根県･鳥取県 | さんいん中央テレビ（TSK） | フジテレビ系列 | 日曜 22:00 - 23:15 |                |
| 岡山県･香川県 | 岡山放送（OHK）           | フジテレビ系列 | 日曜 22:00 - 23:15 |                |
| 広島県        | テレビ新広島（tss）       | フジテレビ系列 | 日曜 22:00 - 23:15 |                |
| 愛媛県        | テレビ愛媛（EBC）         | フジテレビ系列 | 日曜 22:00 - 23:15 |                |
| 高知県        | 高知さんさんテレビ（KSS） | フジテレビ系列 | 日曜 22:00 - 23:15 |                |
| 福岡県        | テレビ西日本（TNC）       | フジテレビ系列 | 日曜 22:00 - 23:15 |                |
| 佐賀県        | サガテレビ（STS）         | フジテレビ系列 | 日曜 22:00 - 23:15 |                |
| 長崎県        | テレビ長崎（KTN）         | フジテレビ系列 | 日曜 22:00 - 23:15 |                |
| 熊本県        | テレビくまもと（TKU）     | フジテレビ系列 | 日曜 22:00 - 23:15 |                |
| 鹿児島県      | 鹿児島テレビ（KTS）       | フジテレビ系列 | 日曜 22:00 - 23:15 |                |
| 沖縄県        | 沖縄テレビ（OTV）         | フジテレビ系列 | 日曜 22:00 - 23:15 |                |